# ラミル・シェイダエフ
ラミル・シェイダエフ（Ramil Sheydayev、1996年3月15日 - ）は、ロシア・サンクトペテルブルク出身のアゼルバイジャン代表プロサッカー選手。ブリーラム・ユナイテッドFC所属。ポジションはフォワード(FW)。

## クラブ経歴
地元クラブであるFCゼニト・サンクトペテルブルクの下部組織出身。2014年4月、3部リーグに所属するリザーブチームの試合に出場しプロデビューを果たした。10月のFCモルドヴィア・サランスク戦でトップチームデビュー。2016年7月5日、ゼニトを退団。
2016年7月12日、トルコのトラブゾンスポルと4年契約を締結。しかし出場機会を得られず、スロバキアのMŠKジリナとアゼルバイジャンのカラバフFKに期限付き移籍したのち、2018年8月9日にトラブゾンスポルを退団。
トラブゾンスポル退団後はロシアに帰国し、2018年8月17日にクリリヤ・ソヴェトフ・サマーラと単年契約を結んだ。
2019年7月2日、FCディナモ・モスクワと単年契約を締結したが、シーズン途中の1月9日に契約を解除した。
2020年2月17日、アゼルバイジャンのサバフFCにシーズン終了までの契約で加入。2020年8月1日、契約を2021年6月まで延長。

## 代表歴

### ロシア
2013年のUEFA U-17欧州選手権では2ゴールを決め、チームの優勝に貢献した。同年の2013 FIFA U-17ワールドカップにも出場した。
2015年にはUEFA U-19欧州選手権に参加し、チームの準優勝に貢献。自身も大会優秀選手に選ばれた。

### アゼルバイジャン
その後、父親がアゼルバイジャン人であったことから、アゼルバイジャン代表でのプレーを決断。2016年9月4日、2018 FIFAワールドカップ予選のサンマリノ代表戦でアゼルバイジャン代表デビュー。2017年10月8日、同じくワールドカップ予選のドイツ代表戦で初ゴールを決めた。

### 代表戦での得点
2022年11月20日現在
| No | 開催日         | 開催地               | 対戦国         | 得点 | 結果 | 試合概要                      |
| -- | -------------- | -------------------- | -------------- | ---- | ---- | ----------------------------- |
| 1. | 2017年10月8日  | カイザースラウテルン | ドイツ         | 1–1  | 1–5  | 2018 FIFAワールドカップ予選   |
| 2. | 2019年3月21日  | ザグレブ             | クロアチア     | 1–0  | 1–2  | UEFA EURO 2020予選            |
| 3. | 2019年6月11日  | バクー               | スロバキア     | 1–2  | 1–5  | UEFA EURO 2020予選            |
| 4. | 2019年10月9日  | リファー             | バーレーン     | 3–2  | 3–2  | 親善試合                      |
| 5. | 2020年9月5日   | バクー               | ルクセンブルク | 1–0  | 1–2  | UEFAネーションズリーグ2020-21 |
| 6. | 2021年3月27日  | デブレツェン         | カタール       | 1–0  | 1–2  | 親善試合                      |
| 7. | 2021年6月2日   | ミンスク             | ベラルーシ     | 2–1  | 2–1  | 親善試合                      |
| 8. | 2022年6月13日  | バクー               | ベラルーシ     | 2–0  | 2–0  | UEFAネーションズリーグ2022-23 |
| 9. | 2022年11月20日 | スコピエ             | 北マケドニア   | 3–1  | 3–1  | 親善試合                      |

## タイトル

### クラブ
ゼニト
- ロシアサッカー・プレミアリーグ: 2014–15

ジリナ
- フォルトゥナ・リーガ: 2016-17

カラバフ
- アゼルバイジャン・プレミアリーグ: 2017–18
- アゼルバイジャン・クボク: 2021-22

### 代表
U-17ロシア
- UEFA U-17欧州選手権: 2013